# Walter Avancini
Nunciato Walter Avancini (São Caetano do Sul, 18 de abril de 1935 — Rio de Janeiro, 26 de setembro de 2001) foi um escritor, autor e diretor de telenovelas e minisséries.

## Biografia
Pai da atriz Andréa Avancini, do diretor de novelas Alexandre Avancini e do artista plástico Otávio Avancini. Durante uma entrevista feita ao site Museu da TV, em 1998, ele revela que seu primeiro nome foi dado em homenagem a seu avô materno, Nunziato Minnniti, italiano, que teria tido um cinema na cidade onde nasceu.
Um dos mais inovadores e criativos diretores da história da televisão brasileira, Walter Avancini foi o responsável pela condução de verdadeiros clássicos da teledramaturgia como A Deusa Vencida (onde lançou Regina Duarte), As Minas de Prata, Selva de Pedra, O Semideus, O Rebu, Gabriela, Saramandaia, Nina, Xica da Silva, O Cravo e a Rosa, além de minisséries e especiais históricos, aclamados no Brasil e no exterior, como Morte e Vida Severina, A Morte e a Morte de Quincas Berro d'Água, Avenida Paulista, Moinhos de Vento, Anarquistas, Graças a Deus, Rabo de Saia, Grande Sertão: Veredas, Memórias de um Gigolô, Chapadão do Bugre, entre muitos outros. Dono de um espírito inquieto, acreditava que a televisão não era apenas um veículo para histórias-padrão produzidas em ritmo industrial, mas sim um dos mais poderosos meios de nossa expressão cultural, como conseguiu demonstrar através de seus inúmeros e brilhantes trabalhos. Trabalhou também em Portugal, onde dirigiu a telenovela A Banqueira do Povo.
Seus últimos trabalhos em telenovelas foram na Rede Manchete onde lançou vários atores brasileiros como Giovanna Antonelli, Taís Araújo, Murilo Rosa, entre tantos outros. Foi ele também que viu na atriz Drica Moraes a possibilidade de uma grande vilã na novela Xica da Silva.
Walter morreu em 26 de setembro de 2001, vítima de câncer de próstata, deixando inacabado o trabalho na novela A Padroeira, concluído por Roberto Talma.

## Carreira

### Na televisão

#### Como diretor
| Data    | Trabalho                      | Emissora          | Notas                                                     |
| ------- | ----------------------------- | ----------------- | --------------------------------------------------------- |
| 2001    | A Padroeira                   | Rede Globo        | não concluída por Avancini, substituído por Roberto Talma |
| 2000/01 | O Cravo e a Rosa              | Rede Globo        |                                                           |
| 1998    | Brida                         | Rede Manchete     |                                                           |
| 1997/98 | Mandacaru                     | Rede Manchete     |                                                           |
| 1996/97 | Xica da Silva                 | Rede Manchete     |                                                           |
| 1995/96 | Tocaia Grande                 | Rede Manchete     |                                                           |
| 1993    | A Banqueira do Povo           | RTP               |                                                           |
| 1991    | Grande Pai                    | SBT               | com Crayton Sarzy                                         |
| 1991    | Alô, Doçura!                  | SBT               | com Paulo Trevisan                                        |
| 1990/91 | Brasileiras e Brasileiros     | SBT               |                                                           |
| 1989    | República                     | Rede Globo        | minissérie                                                |
| 1988    | Abolição                      | Rede Globo        | minissérie                                                |
| 1988    | Chapadão do Bugre             | Rede Bandeirantes | minissérie                                                |
| 1986    | Memórias de Um Gigolô         | Rede Globo        | minissérie                                                |
| 1986    | Selva de Pedra                | Rede Globo        | Somente os 20 primeiros capítulos                         |
| 1985    | Grande sertão: veredas        | Rede Globo        | minissérie                                                |
| 1984    | Rabo-de-saia                  | Rede Globo        | minissérie                                                |
| 1984    | Anarquistas, Graças a Deus    | Rede Globo        | minissérie                                                |
| 1983    | Fernando da Gata              | Rede Globo        | microssérie                                               |
| 1983    | Moinhos de Vento              | Rede Globo        | minissérie                                                |
| 1982    | Avenida Paulista              | Rede Globo        | minissérie                                                |
| 1981    | Obrigado Doutor               | Rede Globo        | série                                                     |
| 1981    | Rosa Baiana                   | Rede Bandeirantes |                                                           |
| 1980/81 | Dulcinéa vai à guerra         | Rede Bandeirantes |                                                           |
| 1980/81 | Um Homem Muito Especial       | Rede Bandeirantes |                                                           |
| 1980    | Cavalo Amarelo                | Rede Bandeirantes |                                                           |
| 1980    | A Deusa Vencida               | Rede Bandeirantes |                                                           |
| 1980    | Drácula, uma História de Amor | TV Tupi           |                                                           |
| 1979    | Pai Herói                     |                   |                                                           |
| 1978/79 | Sinal de Alerta               | Rede Globo        |                                                           |
| 1978    | Kika e Xuxu                   | Rede Globo        | série                                                     |
| 1978    | O Pulo do Gato                | Rede Globo        |                                                           |
| 1977/78 | Nina                          | Rede Globo        |                                                           |
| 1976    | Saramandaia                   | Rede Globo        |                                                           |
| 1975/76 | O Grito                       | Rede Globo        |                                                           |
| 1975    | Gabriela                      | Rede Globo        |                                                           |
| 1974/75 | O Rebu                        | Rede Globo        |                                                           |
| 1974/75 | Fogo sobre Terra              | Rede Globo        |                                                           |
| 1973/74 | O Semideus                    | Rede Globo        |                                                           |
| 1973    | Cavalo de Aço                 | Rede Globo        |                                                           |
| 1972/73 | Selva de Pedra                | Rede Globo        |                                                           |
| 1972    | Na Idade do Lobo              | TV Tupi           |                                                           |
| 1971    | Hospital                      | TV Tupi           |                                                           |
| 1970/71 | Simplesmente Maria            | TV Tupi           |                                                           |
| 1970    | As Bruxas                     | TV Tupi           |                                                           |
| 1969/70 | Super Plá                     | TV Tupi           |                                                           |
| 1969/70 | João Juca Jr.                 | TV Tupi           |                                                           |
| 1969    | Beto Rockfeller               | TV Tupi           |                                                           |
| 1969    | Era Preciso Voltar            | Rede Bandeirantes |                                                           |
| 1968/69 | A Última Testemunha           | Rede Record       |                                                           |
| 1968    | O Terceiro Pecado             | TV Excelsior      |                                                           |
| 1967    | Os Fantoches                  | TV Excelsior      |                                                           |
| 1967    | O Grande Segredo              | TV Excelsior      |                                                           |
| 1966/67 | As Minas de Prata             | TV Excelsior      |                                                           |
| 1966    | Anjo Marcado                  | TV Excelsior      |                                                           |
| 1966    | Almas de Pedra                | TV Excelsior      |                                                           |
| 1965/66 | A Grande Viagem               | TV Excelsior      |                                                           |
| 1965    | A Deusa Vencida               | TV Excelsior      |                                                           |
| 1965    | Vidas cruzadas                | TV Excelsior      |                                                           |
| 1965    | A Indomável                   | TV Excelsior      |                                                           |
| 1964    | Melodia Fatal                 | TV Excelsior      |                                                           |

#### Como apresentador
- 1997/1998 - Programa Mistério (Rede Manchete)

## Prêmios e indicações

### Troféu APCA
| Ano  | Categoria                             | Indicação       | Resultado |
| ---- | ------------------------------------- | --------------- | --------- |
| 1973 | Melhor Diretor Artístico de Televisão | Walter Avancini | Venceu    |